# Nordex
Nordex SE er en tysk multinational producent af vindmøller. Virksomheden blev etableret i 1985 i Give. I dag er hovedkvarteret i Rostock med ledelsesfunktioner i Hamborg.
Produktionen foregår i Rostock, Mexico og Kina I 1995 blev Nordex første 1 MW vindturbine serieproduceret.
I 2016 blev vindmølledivisionen af spanske Acciona fusioneret med Nordex.
Anno 2013 inkluderer virksomhedens vindturbiner to platforme på henholdsvis 2,4 MW og 3,3 MW.